# Kakucs
Kakucs là một thị trấn thuộc hạt Pest, Hungary. Thị trấn này có diện tích 21,8 km², dân số năm 2010 là 2715 người, mật độ 125 người/km².